# Perodicticinae
Perodicticinae – podrodzina ssaków z rodziny lorisowatych (Lorisidae).

## Zasięg występowania
Podrodzina obejmuje gatunki występujące w zachodniej i środkowej Afryce.

## Podział systematyczny
Do podrodziny należą następujące rodzaje:
- Arctocebus J.E. Gray, 1863 – angwantibo
- Perodicticus E.T. Bennett, 1830 – potto